# Шольц Карл Густавович
Карл Густавович Шольц (нім. Johann Carl Heinrich Scholz; 1837, Пруссія — приблизно 1907, Суми) — відомий архітектор німецького походження, який працював на території Курської, Харківської та Чернігівської губерній.

## Біографія

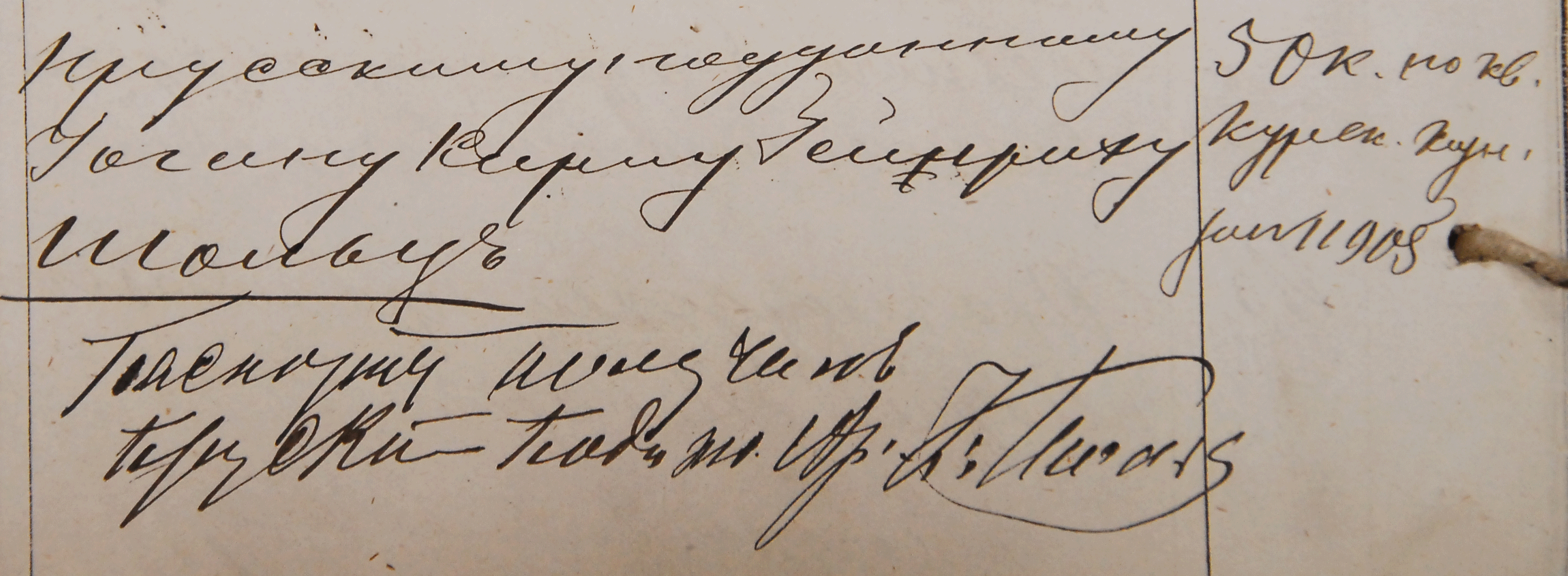
Підпис Карла Густавовича Шольца про отримання закордонного паспорта

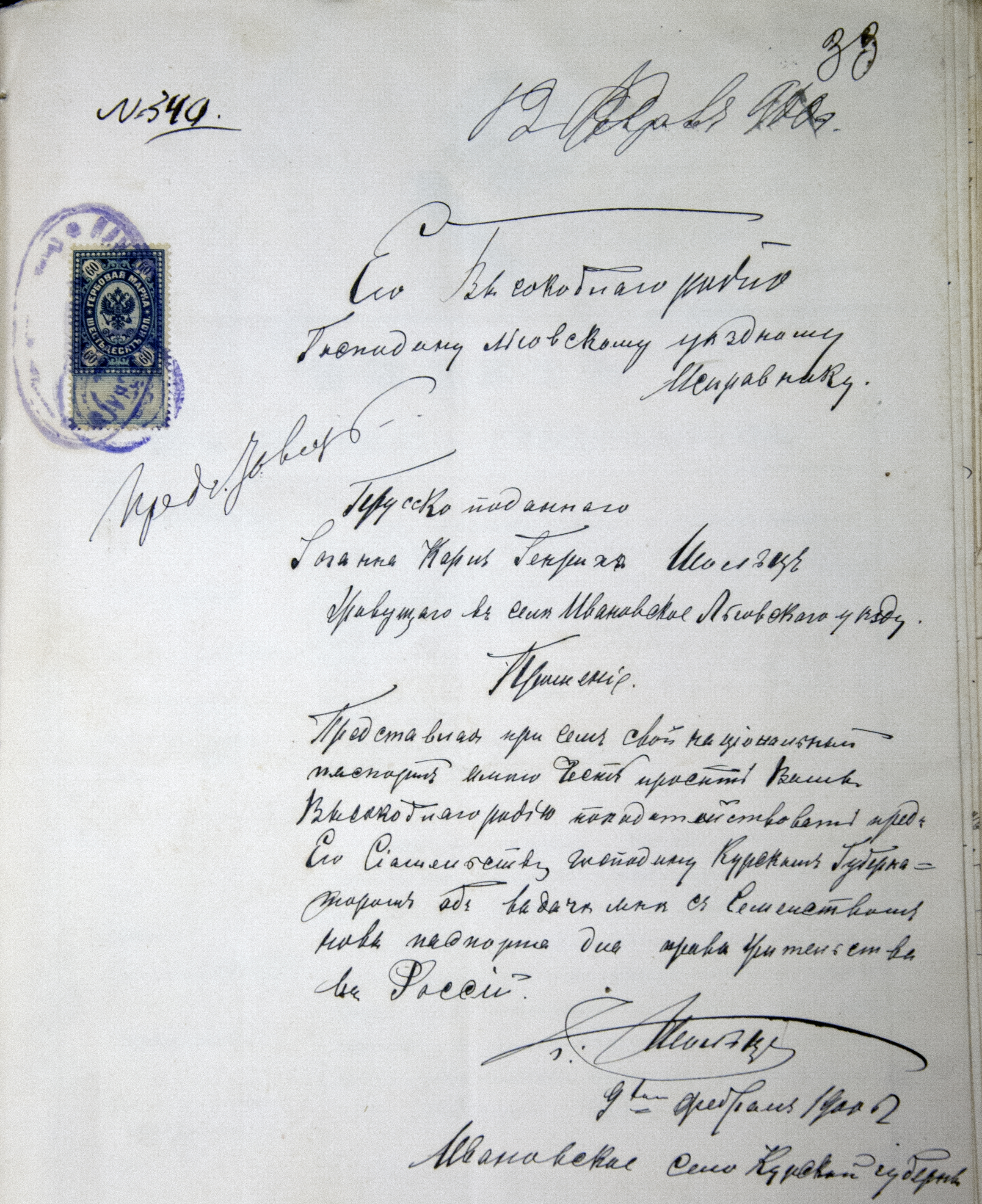
Прохання Карла Шольця про отримання дозволу на життя в Росії. 9 лютого 1900 року.

Приїхав з Пруссії на запрошення сімейства князів Барятинських наприкінці 1860-х років. Спільно з Іполитом Монігетті займався реконструкцією садиби Мар'їне в селі Іванівському Льговського повіту Курської губернії. Згодом відкрив тут фабрику токарних і різьблених виробів. Фабрика була успішною і поставляла продукцію в різні куточки Росії. Багато виробів використовувалося при будівництві об'єктів під керівництвом Шольца.

## Перебудова садиби Мар'їне для князів Барятинських

Фасад садиби Мар'їне. Креслення Карла Густавовича Шольца 1873 рік.

Внутрішня частина садиби Мар'їне. Креслення Карла Густавовича Шольца 1873 рік.

З 1869 по 1873 рік займався перебудовою садиби Мар'їне, фамільного маєтку князів Барятинських. Перебудова палацу проходила в стилі неокласицизму за проектом петербурзького архітектора Іполита Монігетті. У художньому оформленні інтер'єрів брав участь академік А. Ф. Бруні. Під час робіт активно використовувалася продукція власної токарно-слюсарної майстерні Карла Густавовича Шольца. Були виготовлені різьблені меблі на замовлення. При вході був споруджений масивний фронтон з колонами. Були замінені багато елементів у зовнішній обробці.
|                                                                      | Я покинул Ивановское, где провел два добрых дня, для того чтобы рассмотреть и проверить работы, которые хорошо продвигаются, и решил вопросы, которые казались затруднительными. Думаю, что если не будет недостатка в средствах для господина Шольца, все подготовительные работы могут быть закончены к концу августа… Ваши аппартаменты, также как госпожи княгини, целиком закончены, и я нахожу их очень благоприятными и по расположению и по пропорциям. Я сделал по Вашей просьбе указание сохранить их как отдельные аппартаменты. Мы с господином Шольцем нашли средство выгодное и простое для того, чтобы сделать лестницу и балкон связанными с кабинетом госпожи княгини и с библиотекой… Шольц, мой помощник, и я не теряем ни одного мгновения без пользы… В Ивановском не было случая, чтобы я пожалел, что покинул Петербург… Ваш покорный слуга Ипполит Монигетти. |
| — Іполит Монігетті про хід робіт, лист до князя Барятинського (рос.) | |

## Життя в селі Іванівському

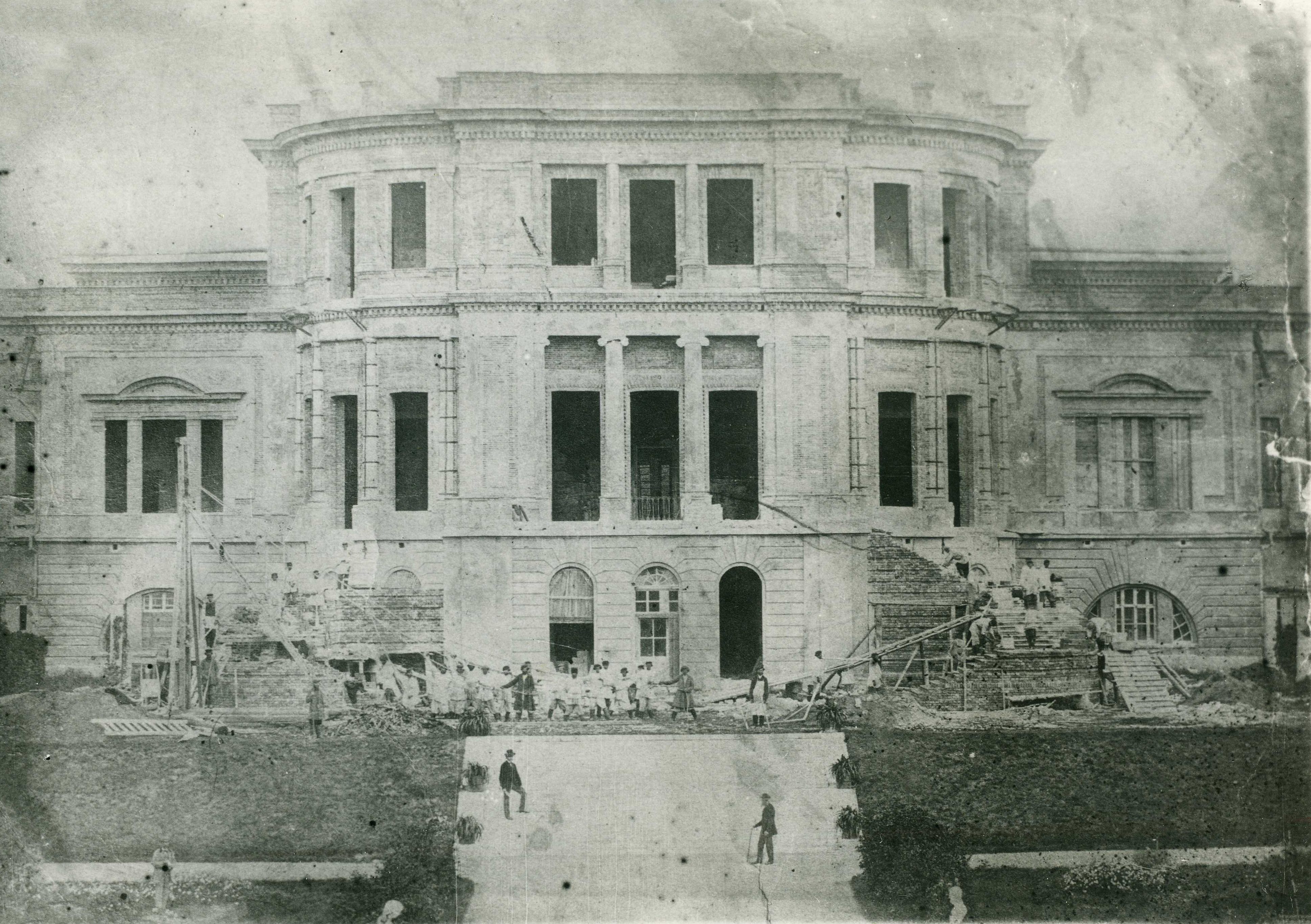
Ймовірно Карл Шольц під час роботи на сходах паркового фасаду садиби «Мар'їно». Початок 1870-х років.

Тривалий час сім'я жила в селі Іванівському по сусідству з маєтком князів Барятинських. Тут же знаходилися майстерні. Місце це в другій половині 19 століття було серцем масштабних володінь князів Барятинських, разом з фамільною садибою Мар'їне, над реконструкцією якої Шольц працював багато років.
Барятинські активно запрошували першокласних іноземних фахівців для роботи в своїх володіннях. Крім Шольца тут працювали багато німців і англійців. Багато іноземних гостей приїжджало в гості з усієї Європи. Тут влаштовувалися часті прийоми. Був власний театр, оркестр. У садибі Мар'їне охоче гостювали передові люди свого часу.
Барятинські мали великі родинні зв'язки в Пруссії. Вільно володіли німецькою та французькою мовами. Сама назва «Мар'їне» походить від імені дружини князя Івана Івановича Барятинського Марії Келлер. Хоча вона прийняла православ'я і отримала ім'я Марії Федорівни, в її честь була споруджена невелика кірха на острові посеред озера на території маєтку.
Шольці були прихожанами лютеранської кірхи. Також були частими відвідувачами православної Покровської церкви села Іванівського, яка перебувала в безпосередній близькості від їхньої садиби.
Життя в Іванівському було зручне в усіх відношеннях. Тут була і розвинена інфраструктура і близькість до великих міст: Курськ, Рильськ, Суми. Тут було зручно працювати для замовників і виробляти для них необхідні товари.

## Ернестіна Костянтинівна Шольц

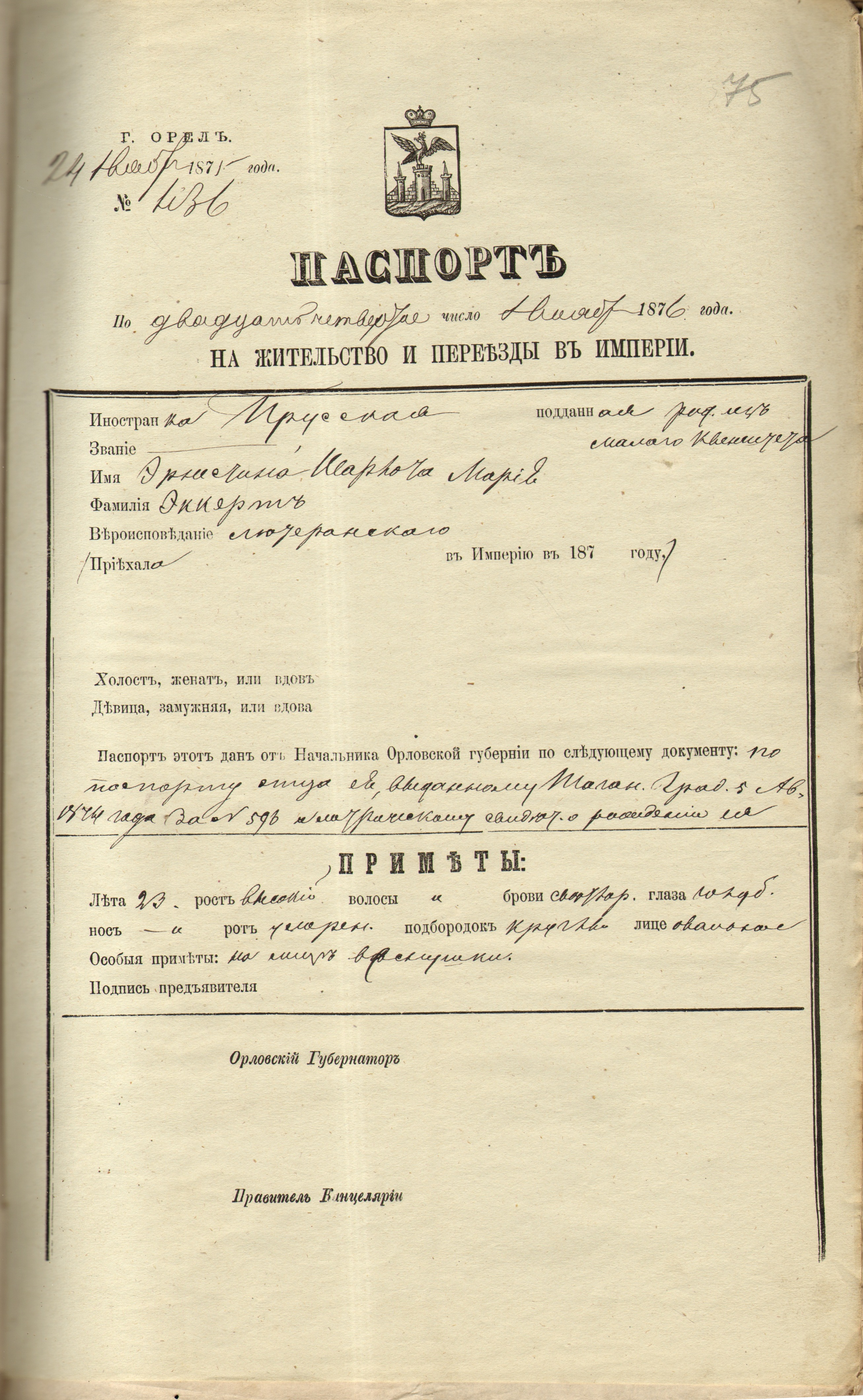
Паспорт для життя в Росії Ернестіни Еккерт 1875 року

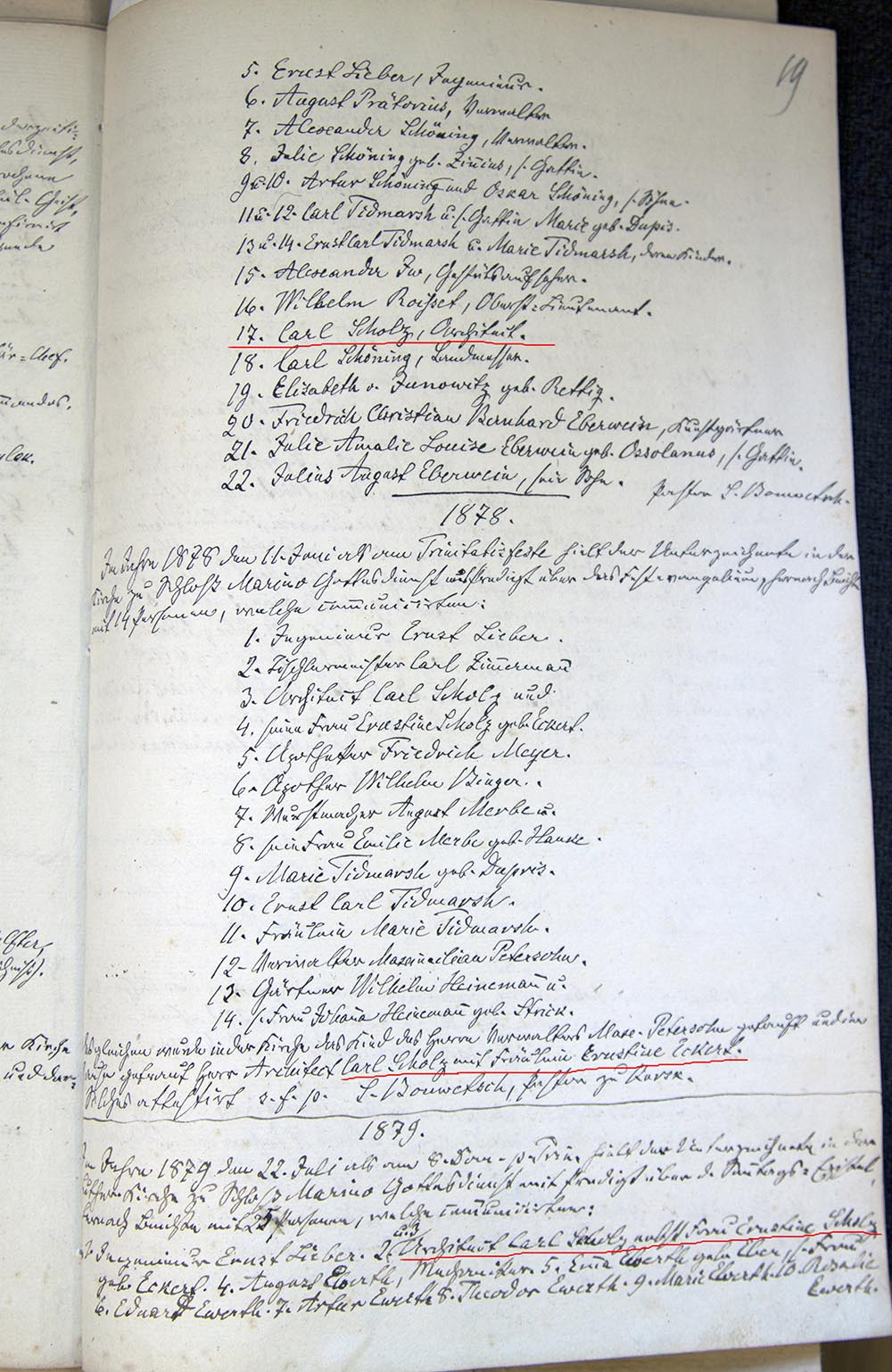
Список прихожан лютеранської церкви в Марьіно з інформацією про шлюб Карла Шольця та Ернестіни Еккерт в 1878 році

Народилась Ернестіна Шарлотта Марія Еккерт 16 липня 1852 року в маленькому селі Квенштедт поблизу Гальберштадта в Саксонії. Обидва батьки були родом з Гальберштадту. Її батько Ернст Еккерт працював водієм локомотива. Родина часто переїжджала. Мати Доротея Мьовес невдовзі померла і батько одружився вдруге. В 1860 році родина переїхала в Новгород, в Росію. Батько працював водієм локомотива на Московсько-Нижегородській залізниці. Через декілька років родина переїхала в Таганрог, а згодом в село Лобаново Орловської губернії. По рекомендації князя Лобанова Ернестіна отримує роботу в маєтку князів Барятинських в Марьіно.
Карл Шольц познайомився з Ернестіною Костянтинівною Еккерт (нім. Ernestine Charlotte Maria Eckert) 1852—1912 в середині 1870-х років. Обоє вони були прихожанами місцевої лютеранської кірхи на території садиби Мар'їне. Одружилися Карл і Ернестіна Шольц в 1878 році.
|  |  |
|  |  |

Ернестіна була частим відвідувачем Покровської церкви села Іванівського. Це була розкішна церква, а також фамільна усипальня родини князів Барятинських. У метричних записах часто згадується ім'я Ернестіни Шольц як хрещеної матері немовлят.
Регулярно жертвувала гроші на потреби як лютеранської громади так і православної церкви. Усього в родині Карла і Ернестіни Шольц було п'ятеро дітей:
1. Густав Карлович Шольц (нім. Ernest Wilhelm Gustav Scholz) 1880—1939.
2. Юлія Шольц
3. Емма Шольц
4. Адель Шольц
5. Ольга Шольц

|                               |                                                                                       |                                                                                       |
| Ернестіна Костянтинівна Шольц | Ольга Карлівна Шольц. Донька Карла Густавовича Шольца. Місто Суми початок XX століття | Юлія Карлівна Шольц. Донька Карла Густавовича Шольца. Місто Суми початок XX століття' |

## Токарні та різьблені вироби

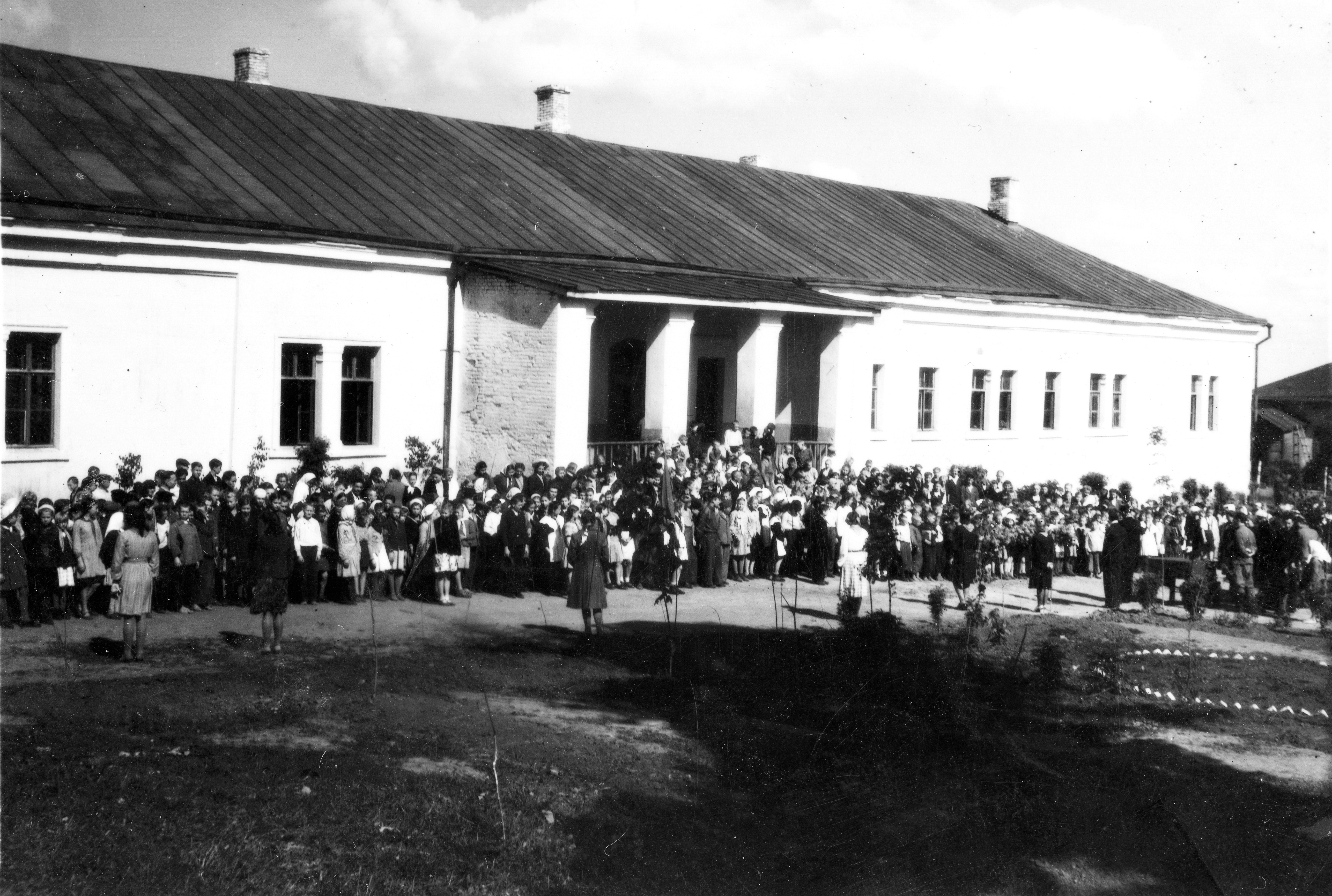
Школа в селі Іванівському 1950 рік. Колишні майстерні Карла Густавовича Шольца

У XIX столітті в Пруссії склалася практика, коли архітектори зазвичай були вихідцями з родин потомствених майстрових так званих Baumeister. Після здачі іспитів майстра отримували звання і ліцензію «Königlicher Baumeister». Тому крім діяльності як архітектора Карл Шольц був чудовим майстром з токарних і різьблених робіт.
У селі Іванівському в нього була власна майстерня. Замовлень було дуже багато від самих різних клієнтів. Після революції будинок майстерні використовувався в різних цілях. Останнім часом тут знаходилася школа. Будівлю розібрали в 1976 році. Збереглася лише частина підвалу, в якому знаходилася котельня.
Практично в кожній садибі, де працював Шольц були використані матеріали його власного виробництва включаючи дерев'яні елементи інтер'єру та меблі. В тому числі художньо оформлені вироби для заповнення віконних і дверних прорізів споруджуваних і реконструйованих будівель.
Основним завданням майстерні було постачання власними токарськими і різьбленими виробами об'єктів своїх замовників.
Одними з перших замовників були князі Барятинські. Різноманітні елементи з майстерні Шольца використовувалися в обробці при реконструкції садиб Мар'їне, Качанівка, будинку купців Філімонових в Рильську і т. д. Виконувалися замовлення по умеблюванню кімнат.

## Будинок купця Філімонова в місті Рильськ

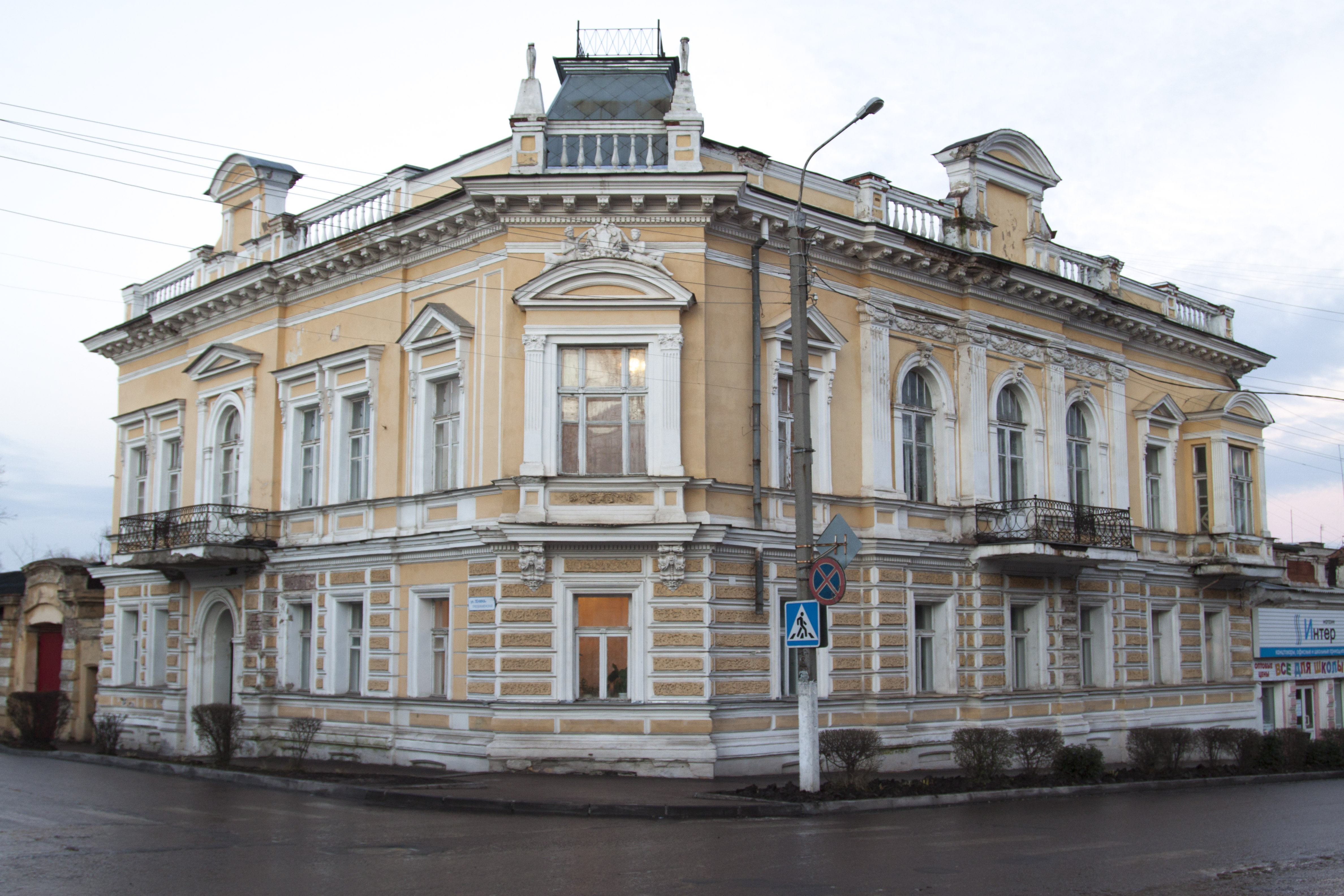
Будинок купця Філімонова в місті Рильськ

Місто Рильськ розташоване в безпосередній близькості від села Іванівського, де жили Шольці.
Самі купці Філімонови заробили капітал на торгівлі австрійськими косами в Росії і були частими гостями в Австро-Угорщині та Пруссії. За це отримали баронський титул і спадкове дворянство.
Двоповерховий будинок Фон-Філімонова, побудований на розі вулиць Преображенської та Архангельської за зразком петербурзьких особняків того часу, став окрасою міста. Стіни з різьбленими пасками і сандриками прикрашені гіпсовими художніми фігурами, розетками. Над кутовим вікном другого поверху знаходяться скульптури двох ангелів. На вулицю виступають два балкони з чудовою архітектурною обробкою. Над карнизом перебувала балюстрада з точеною дубовою огорожею, а високо над дахом піднімався оглядовий майданчик у вигляді зрізаної чотирикутної піраміди з огорожею, куди з будівлі вели гвинтові сходи.
Будинок купців Філімонових зберігся до цих пір і є однією з візитних карток історичного міста. Сьогодні тут розташовується дитяча школа мистецтв. Усередині добре збереглися інтер'єри споруди.

## Будинок земства в місті Суми

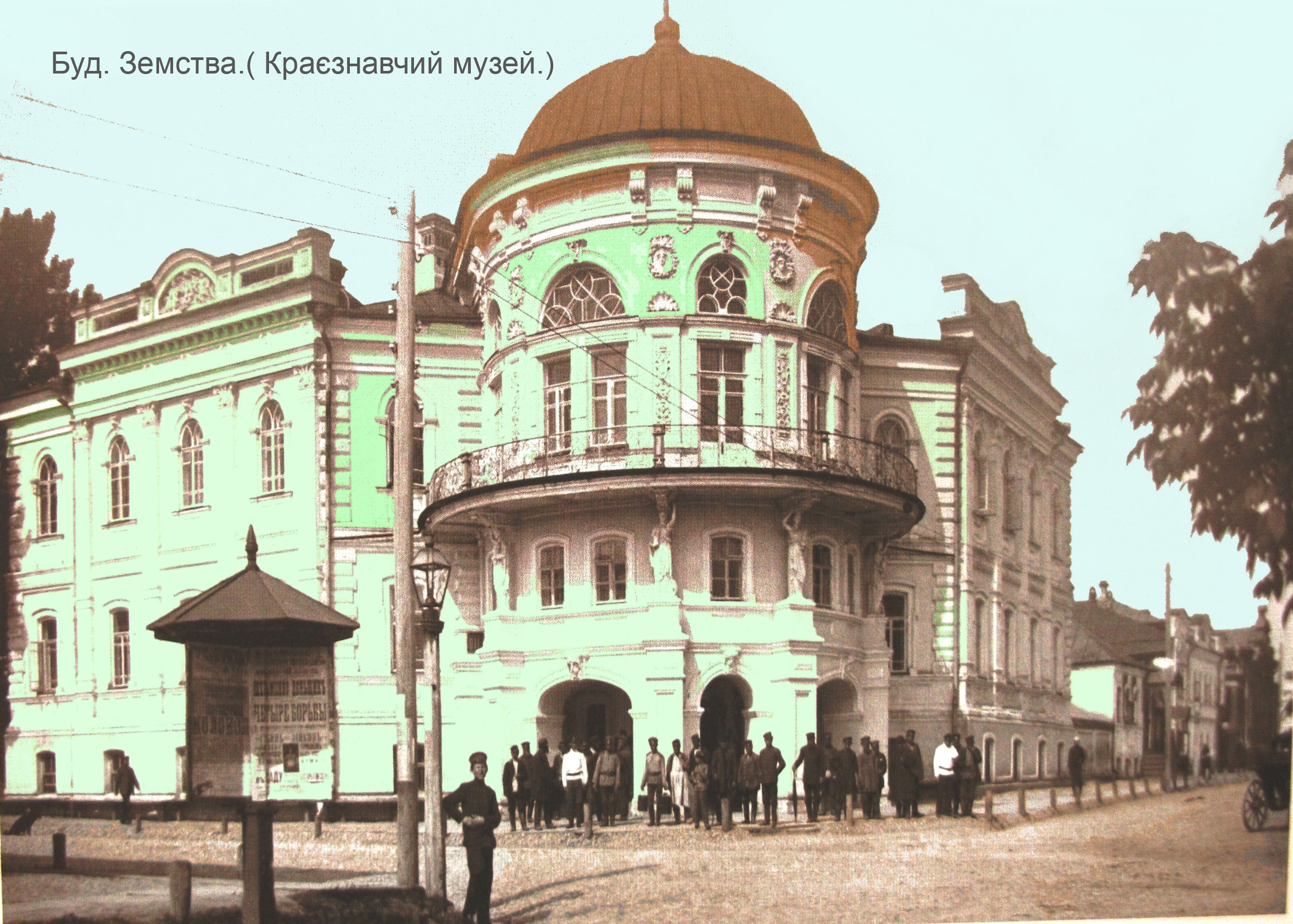
Будинок земства. Місто Суми початок XX століття.

У 1884—1886 роках розробив проект будівлі земства в місті Суми. Споруджував будинок підрядник Файнберг. При споруді будинку в арках під'їзду утворилися тріщини в кам'яній кладці. Сумською земською управою був запрошений автор проекту Шольц, який дав рекомендації щодо зміцнення кладки в арках.
 В Сумское земское управление. (рос.)
При осмотре мною нового земского здания в г. Сумах, в подъездных арках оказалась трещина, которую советую укрепить по прилагаемому при сем скитце. Свод над проездом слишком прямой, так что вследствие сильной езды по улице, отчего может случиться сотрясение, которое будет вредно такому своду, то я со своей стороны советую положить железнодорожные рельсы 1 арш. или 1арш. 4 верш. расстояния между рельсами, и сделать между ними свод на цементе в пол кирпича. Рельсы для свода положить выше арки 12 верш. от просвета в линии А, как показано на скитце.
 — 9 сентября 1886 года. Подписал К. Шольц.

## Будинок поміщиці Штерічевої в місті Суми
Наприкінці XIX століття реконструював будинок поміщиці Параски Миколаївни Штерічевой в місті Суми в стилі англійської неоготики. У ході реконструкції була побудована оглядова вежа. На фасаді будівлі влаштовані ризаліти.
|                                         |                                                           |
| Будинок поміщиці Штерічевої. Місто Суми | Пам'ятна табличка при вході в будинок поміщиці Штерічевої |

## Робота з Павлом Івановичем Харитоненком

Адміністративна будівля цукрового заводу Харитоненка в селі Красна Яруга

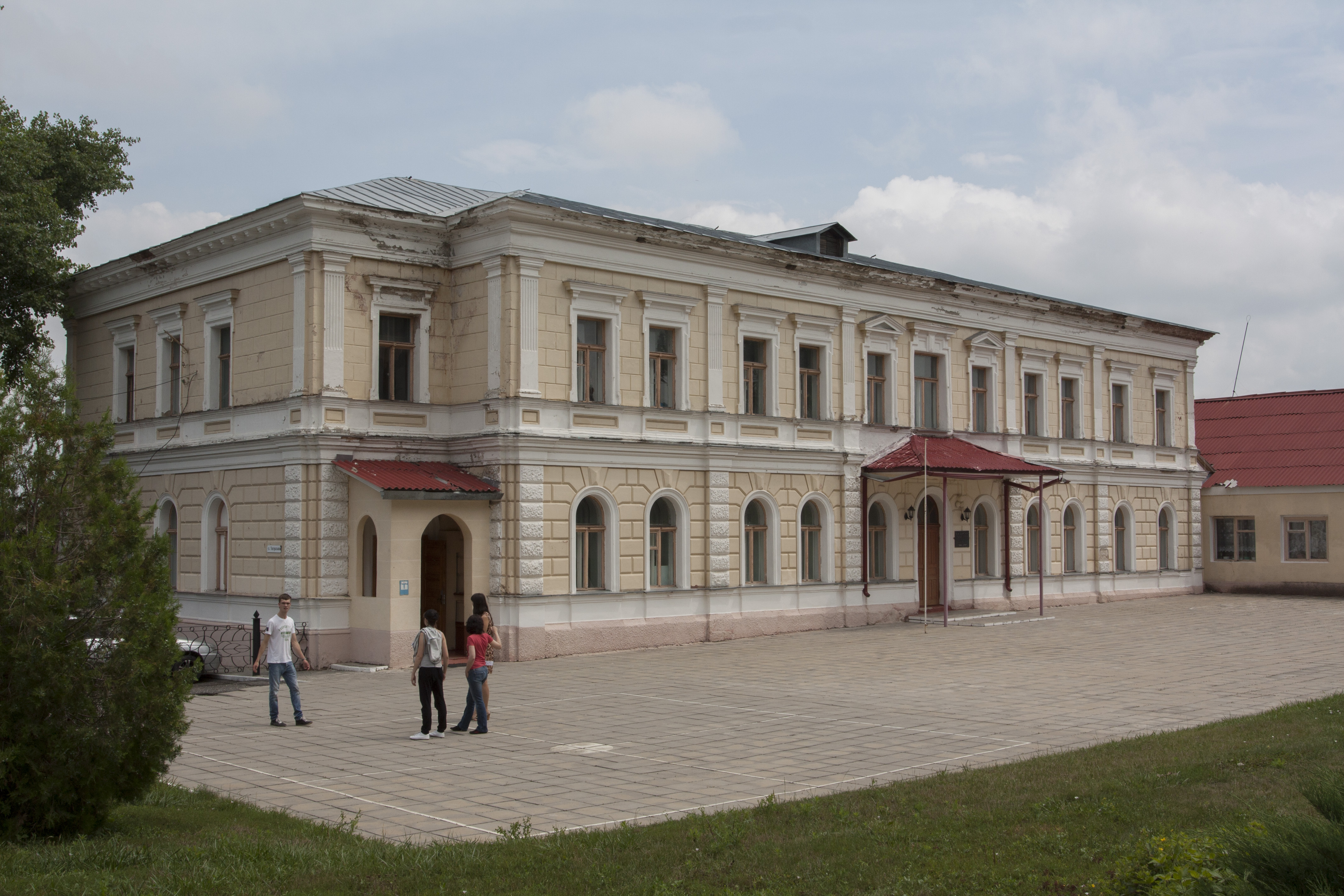
Дім-дача Харитоненка в селі Красна Яруга. 2013 рік.

Ім'я Карла Шольца було широко відоме в Курській губернії. Наприкінці XIX століття в сусідньому Сумському повіті Харківської губернії бурхливо розвивалася цукрова промисловість. Торговий дім Харитоненків швидко розширювався і будував заводи на території прилеглої Курської губернії.
Один з найбільших заводів того часу був побудований в селі Красна Яруга. Павло Іванович Харитоненко познайомився з Карлом Шольцем в середині 1880-х років і залучив його як досвідченого фахівця в регіоні для роботи над своїми об'єктами. Відтоді почалося довге і плідне співробітництво Павла Івановича Харитоненка та Карла Шольца.
У селі Красна Яруга Шольц працював над будівлями цукрового заводу, а також над будинком-дачею Харитоненка.

## Качанівка

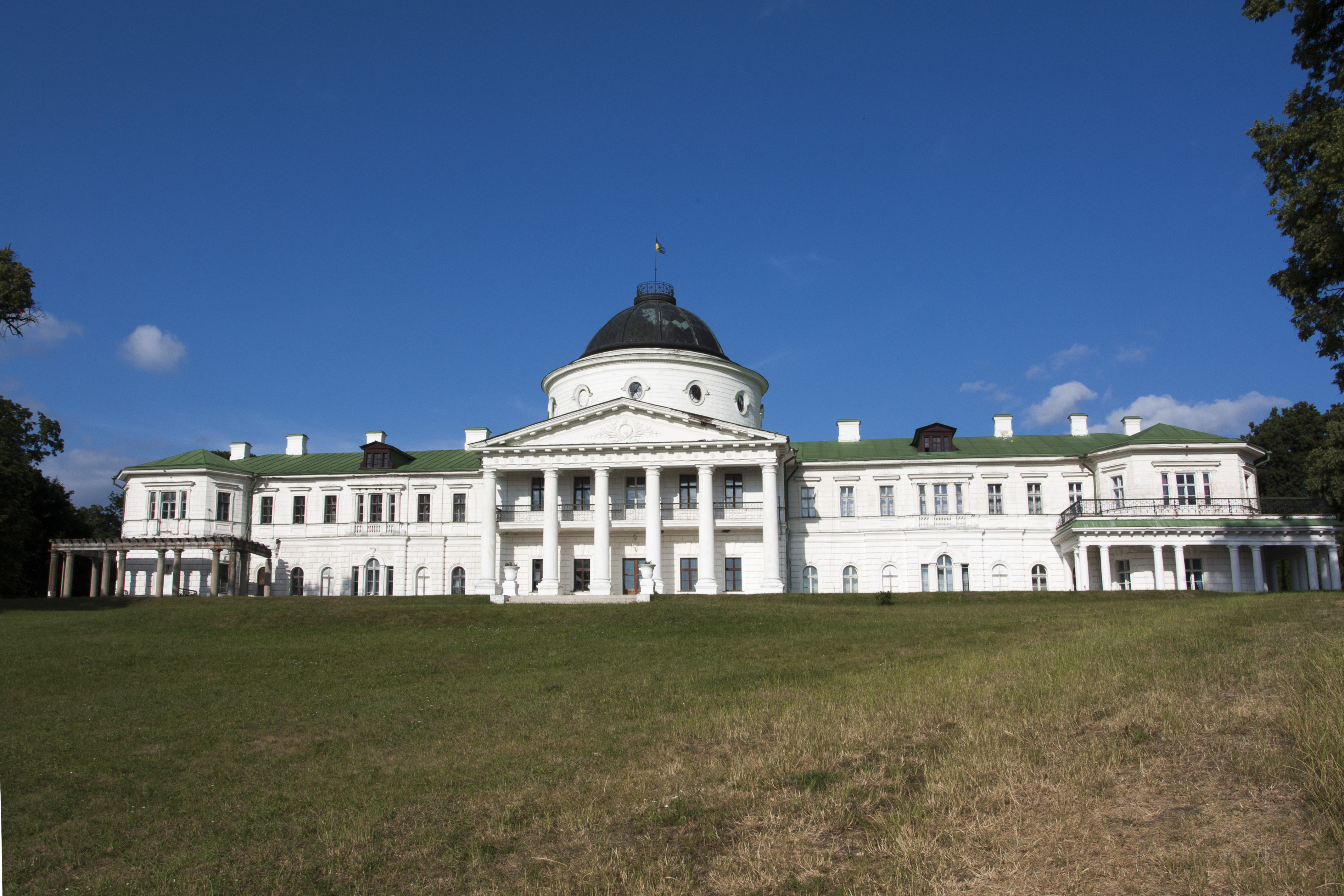
Садиба Качанівка. Вид з боку ставка. 2013 рік.

У 1898 році Павло Іванович Харитоненко купив у Тарновських легендарну садибу Качанівка як весільний подарунок для своєї дочки Олени. Рід Тарновських до того часу був на межі банкрутства. Продаж садиби за один мільйон рублів дозволив погасити наявні борги.
Відразу після покупки Харитоненко запрошує Шольца для реконструкції садиби. У Карла Шольца до того часу був багатий досвід по реконструкції садиб такого масштабу. Незважаючи на всю масштабність перебудови, Шольцу вдалося виконати всі роботи всього за два роки.
Під керівництвом архітектора Шольца палац був облицьований цеглою, збільшений купол садиби, реконструйовано внутрішні приміщення і перетворені в зали. Повністю перебудовані бічні флігелі. Зовнішнє оформлення набуло рис неокласицизму. Величезну роль в архітектурному ансамблі садиби відігравали її альтанки, паркові скульптури, зимовий сад, огорожі і звичайно сам парк. Була побудована електростанція, всі будівлі електрифіковано, проведено телефон. Добудови часів Харитоненка не спотворили класицистичний характер будинку-палацу, який зберігається й до теперішнього часу.
Сьогодні Качанівка це Національний історико-культурний заповідник України.

## Переїзд в місто Суми та останні роки

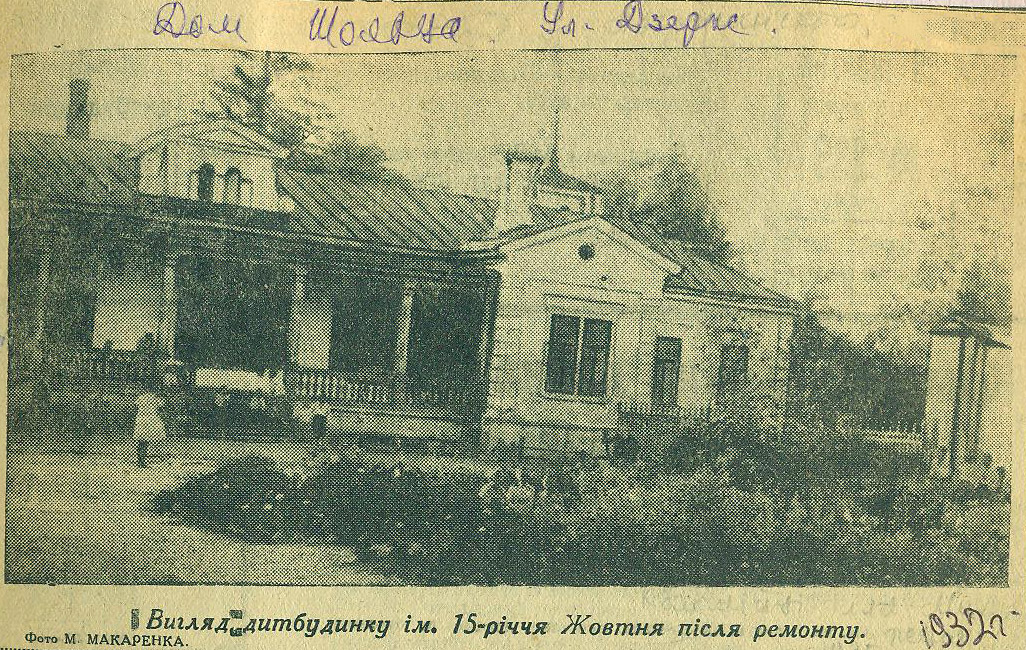
Дитячий будинок. Колишня садиба Шольців на вулиці Троїцькій міста Суми.

Проживши близько тридцяти років у селі Іванівському Курської губернії, родина Шольців прийняла пропозицію Харитоненко остаточно перебратися до міста Суми. До 1900 року у Шольців була побудована власна садиба по вул. Троїцької в безпосередній близькості від садиби самого Харитоненка.
Переїзд був закономірним наслідком багатьох чинників. На початку 20 століття Суми дуже швидко розвивалися завдяки буму цукрової промисловості та меценатства Харитоненків.
В останні роки Карл Густавович був повністю завантажений роботою для Павла Івановича Харитоненка над його об'єктами. Переїзд в Суми був вигідний в професійному плані.

## Троїцький собор

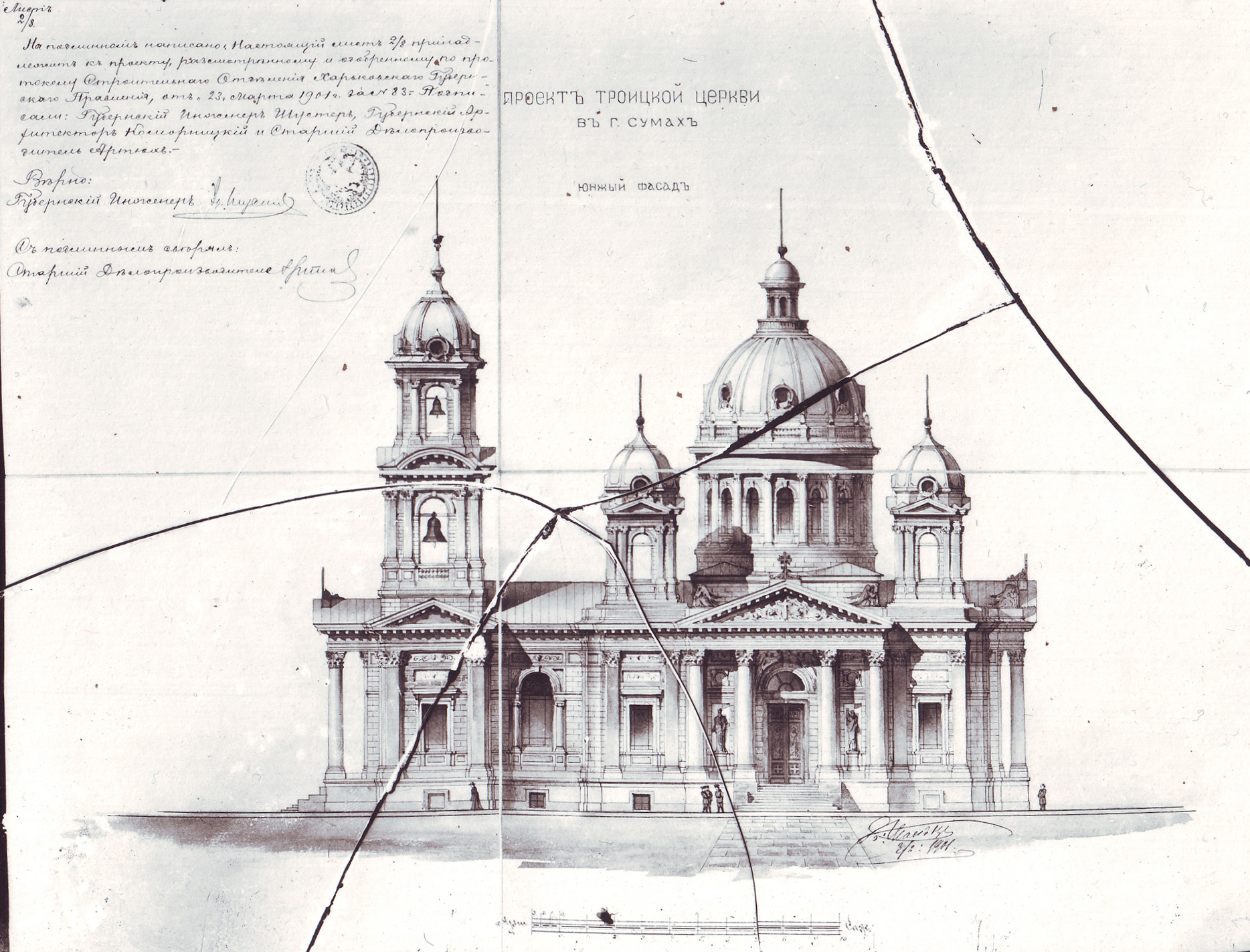
Проект Троїцького собору з підписом Карла Густавовича Шольца. 1901 рік.

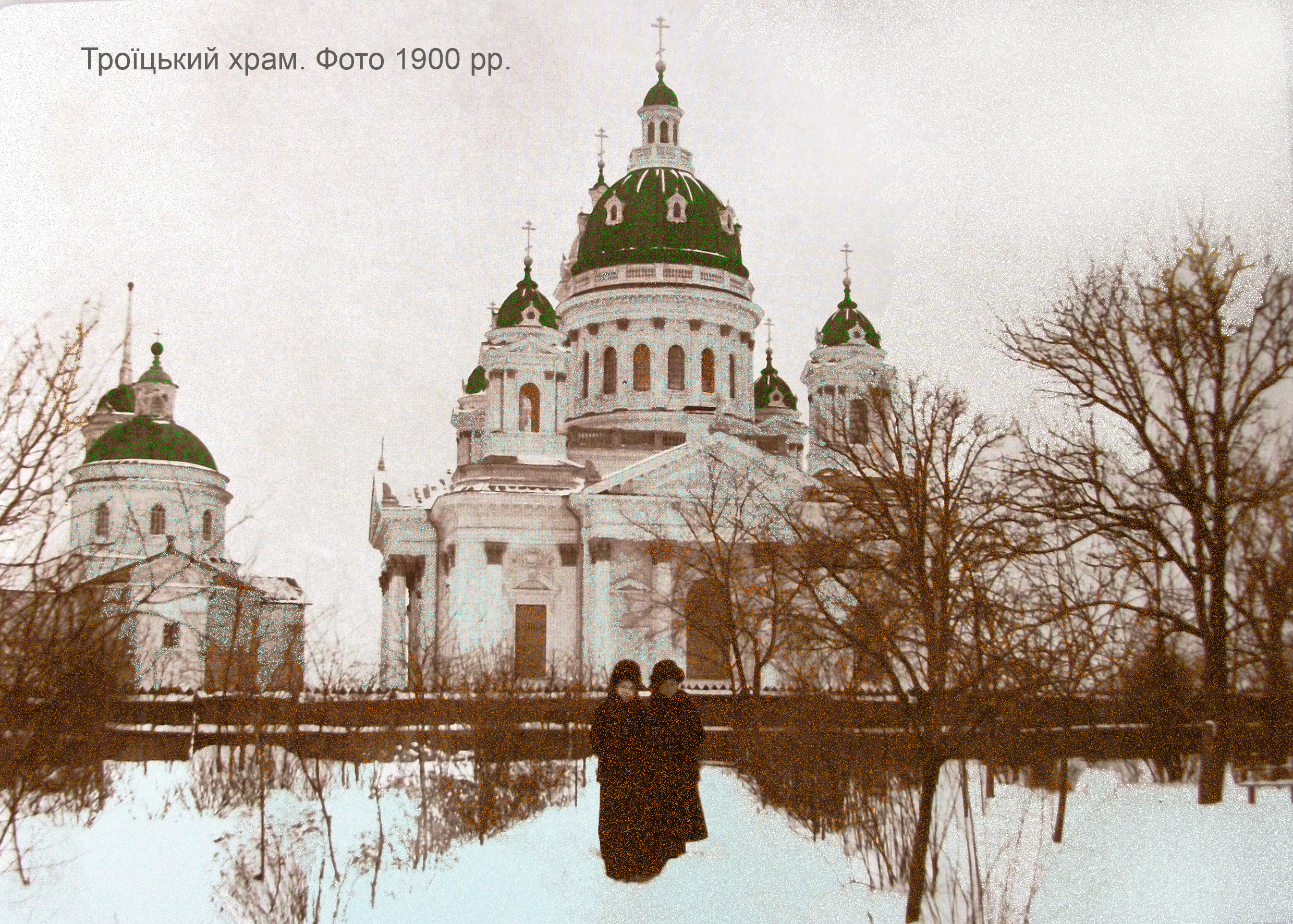
Троїцький собор в місті Суми. Фото початку XX століття.

У 1901 році Карл Шольц починає роботу над проектом Троїцького Собору в місті Суми. Меценатом будівництва виступає Павло Іванович Харитоненків. У той час родина Харитоненко була відома щедрою благодійною діяльністю в рідному місті. Всього було витрачено близько 500,000 рублів на будівництво. Соборна церква мала прикрасити рідне місто і стати його візитною карткою.
Сам собор розташований на вулиці Троїцькій в безпосередній близькості від садиб Шольца та Харитоненка.
На жаль побачити закінчений собор Карлу не довелося. Приблизно в 1907—1908 роках він помер і був похований на Петропавлівському кладовищі міста Суми. Точну дату смерті встановити не вдалося, так як документи місцевої кірхи були загублені під час революції.
Згодом у роботах із завершення будівництва брав участь його син Густав Карлович Шольц на посаді міського архітектора.

## Стиль Шольца
На всіх будівлях роботи Карла Шольца є багато фірмових елементів. Почерк автора простежується досить чітко. До таких елементів зовнішньої і внутрішньої обробки можна віднести:
- Ліпнина

- Європейський стиль споруди будівель того часу
- Фронтон, колони при вході
- Бокові флігелі
- Балясини і поручні сходів
- Елементи кованих сходів
- Оздоблення інтер'єрів деревом

Багато елементів інтер'єрів, наприклад ковані сходи, ліпнина, різьблені роботи по дереву, були виготовлені в його власних майстернях.

## Пам'ять

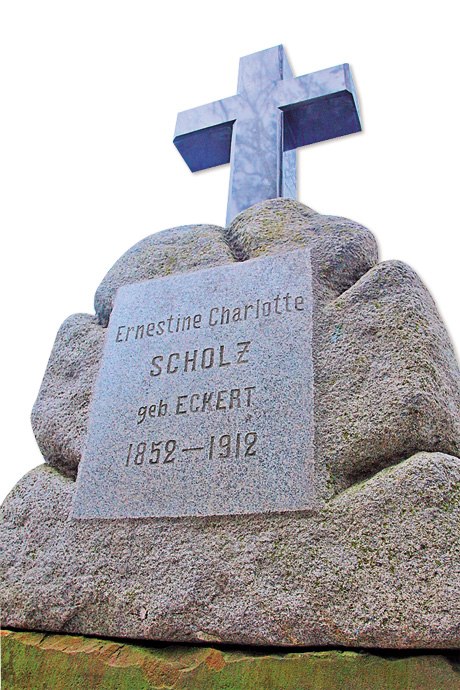
Пам'ятник на родинном похованні родини Шольців. Петропавлавське кладовище міста Суми.

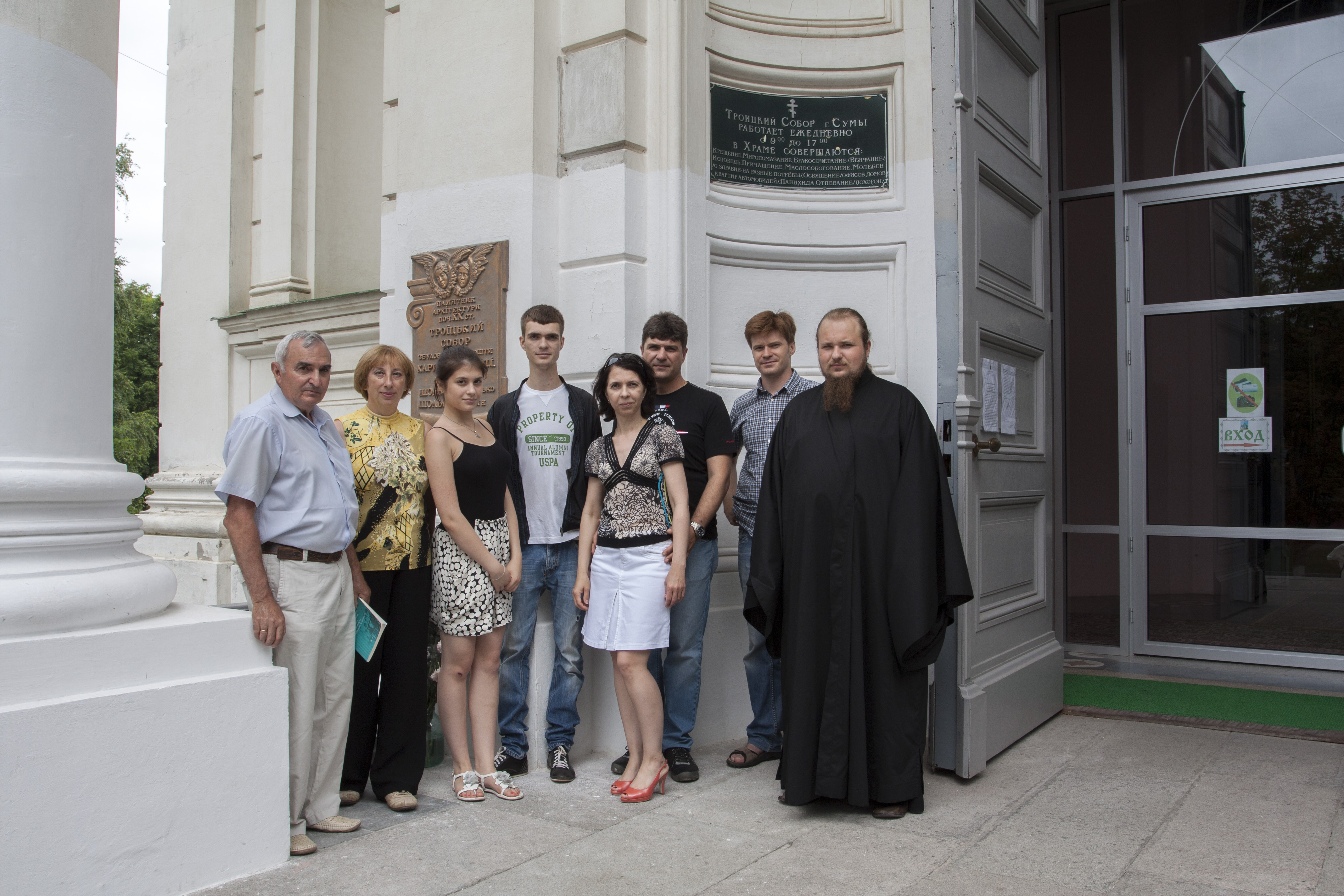
Нащадки Карла Шольца на відкритті меморіальної таблички при вході в Троїцький собор. 2013 рік.

Ім'я Карла Густавовича Шольца регулярно фігурує в документах про будівництво різноманітних будівель Курської, Харківської та Чернігівської губерній. На згадку про його роботи встановлено кілька меморіальних табличок.
1 липня 2013 була встановлена меморіальна табличка при вході в Троїцький собор. Подія відбулась за активної підтримки місцевих краєзнавців. Відкривали табличку нащадки Карла Густавовича Шольца разом з головним архітектором міста Суми Володимиром Борисовичем Биковим.

## Доля нащадків
Важкою була доля нащадків Шольців. Єдиний син і також відомий архітектор Густав Карлович Шольц після революції продовжив працювати за фахом. Будував лікарню в місті Красний Луч. Працював головним інженером сухопресувального цегельного заводу в місті Армавір. У 1938 році був заарештований в Луганську і 12 травня 1939 року розстріляний НКВС в Донецьку, як і багато жертви сталінських репресій. Сім'я Густава Шольца в 1941 році була виселена до Казахстану.
Доля чотирьох доньок Карла Густавовича Шольца невідома.